# 探偵スルース
『探偵＜スルース＞』（たんていスルース、原題: Sleuth）は、1972年のアメリカ合衆国・イギリスのミステリ映画。アンソニー・シェーファーの同名舞台（原題: Sleuth）をシェーファー自らの脚本で映画化しており、ジョーゼフ・L・マンキーウィッツ監督の最後の作品である。主演はローレンス・オリヴィエとマイケル・ケイン。

## ストーリー
著名なミステリー作家のワイクは、妻の不倫相手で美容師のティンドルを自宅に呼びつけた。
不倫の追及を受けるものと思っていたティンドルだったが、ワイクは「浪費家の妻にはほとほと困り果てていた」「私にも素敵な愛人がいる」と切り出し、自宅の金庫に保管している宝石を泥棒に扮して盗んで欲しいと言い出した。宝石には盗難保険がかかっているため、双方に利益があるという言い分であった。
あまりにも虫の良い話だったが、金銭的に厳しいティンドルはワイクの筋書きどおりに、珍妙な手順で宝石を盗み始める。

## キャスト
| 役名                 | 俳優                   | 日本語吹替                                     |
| 役名                 | 俳優                   | TBS版                                          |
| -------------------- | ---------------------- | ---------------------------------------------- |
| アンドリュー・ワイク | ローレンス・オリヴィエ | 島宇志夫                                       |
| マイロ・ティンドル   | マイケル・ケイン       | 羽佐間道夫                                     |
| ドップラー警部補     | アレック・コーソーン   |                                                |
| タラント巡査部長     | ジョン・マシューズ     |                                                |
| マーガレット・ワイク | イヴ・チャニング       |                                                |
| ヒッグス巡査         | テディ・マーティン     |                                                |
| 日本語吹替版スタッフ |                        |                                                |
| 演出                 | 演出                   | 春日正伸                                       |
| 翻訳                 | 翻訳                   | 矢田尚                                         |
| 効果                 | 効果                   | 赤塚不二夫 PAG                                 |
| 録音                 | 録音                   | アートセンター                                 |
| 配給                 | 配給                   | ビアコム・ジャパン                             |
| 初回放送             | 初回放送               | 1979年8月11日 『土曜ロードショー』 24:00-25:55 |

- 上記の他に、ローレンス・オリヴィエを高橋昌也が担当したものが初回は延長枠で放送されたと、2003年発行の「別冊映画秘宝 吹替洋画劇場」に掲載されている[1]が、実際に制作・放送されたという出典は他にない。
- ニューラインから2024年12月4日に発売された「吹替シネマCLASSICS」シリーズ『探偵〈スルース〉-ＴＶ吹替音声収録版-』にはTBS版の日本語吹替を収録。一部音源の無い部分はオリジナル音声・日本語字幕となる。また吹替部分のみをシームレスで再生できる「日本語完全版再生機能」を搭載[2]。

## スタッフ

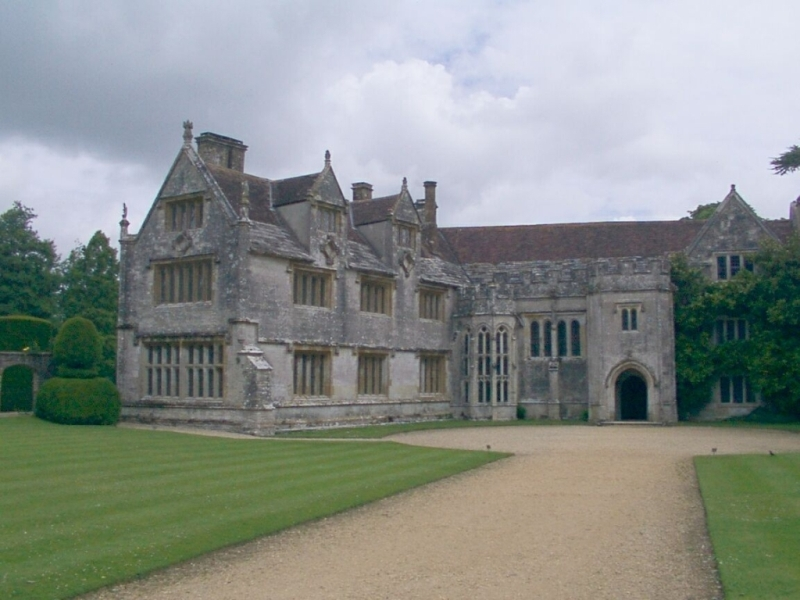
撮影に使われたアセルハンプトン・ホール

- 監督: ジョーゼフ・L・マンキーウィッツ
- 製作: モートン・ゴットリーブ（英語版）
- 製作総指揮: エドガー・J・シェリック（英語版）
- 原作・脚本: アンソニー・シェーファー
- 撮影: オズワルド・モリス
- 編集: リチャード・マーデン（ドイツ語版）
- プロダクションデザイン: ケン・アダム
- 美術: ピーター・ラモント
- 衣装デザイン: ジョン・ファーニス（英語版）
- 舞台装置: ジョン・ジャーヴィス
- 音楽: ジョン・アディソン（英語版）

## 評価
Rotten Tomatoesによれば、25件の評論のうち高評価は96%にあたる24件で、平均点は10点満点中8.46点となっている。
2012年には、アカデミー・フィルム・アーカイブに保存された。

## 賞歴
| 映画祭・賞                   | 部門       | 候補                            | 結果       |
| ---------------------------- | ---------- | ------------------------------- | ---------- |
| アカデミー賞                 | 監督賞     | ジョーゼフ・L・マンキーウィッツ | ノミネート |
| アカデミー賞                 | 主演男優賞 | ローレンス・オリヴィエ          | ノミネート |
| アカデミー賞                 | 主演男優賞 | マイケル・ケイン                | ノミネート |
| アカデミー賞                 | 作曲賞     | ジョン・アディソン              | ノミネート |
| ニューヨーク映画批評家協会賞 | 主演男優賞 | ローレンス・オリヴィエ          | 受賞       |
| エドガー賞                   | 映画賞     | アンソニー・シェーファー        | 受賞       |

## リメイク
2007年、原作舞台劇が『スルース』として再映画化され、本作に出演したマイケル・ケインが逆の役で再出演している。